# 연평부대
연평부대(延坪部隊) "공룡"은 인천광역시 옹진군 연평면에 사단 본부를 두고있는 대한민국 해병대의 연대급 독립부대이다. 대령 계급의 장교가 지휘하며, 연평도를 중심으로 주변 도서의 경비, 북한의 조선인민군으로부터 방위한다.

## 역사
1996년 11월 1일에 제6여단에서 분리되어 해병대사령부 직할부대가 되었다.

## 편성
- 정보중대 “귀신살수”
- 제90해병대대
- 포병대대 “난공불락”
- 전차소대
- 군수지원대 "쇠질마니아"
- 수색중대
- 방공중대
- 정통중대 화조소대 "족구왕"
- 공병중대
- 우도경비대
  - 우도중대
  - 해군 레이더사이트
- 화기중대 "올바른 병영문화 정착 중대"
- 의무중대

## 같이 보기
- 연평도 포격전